# Estació d'Àngel Guimerà
L'Estació d'Àngel Guimerà és una estació subterrània localitzada al barri d'Arrancapins de València i que forma part de les línies 1, 2, 3, 5 i 9 de l'operador Metrovalència. L'estació pertany a la zona tarifària A de Ferrocarrils de la Generalitat Valenciana (FGV) i l'Autoritat de Transport Metropolità de València (ATMV). L'adreça oficial de l'estació és la Gran Via de Ferran el Catòlic, número 15.

## Història

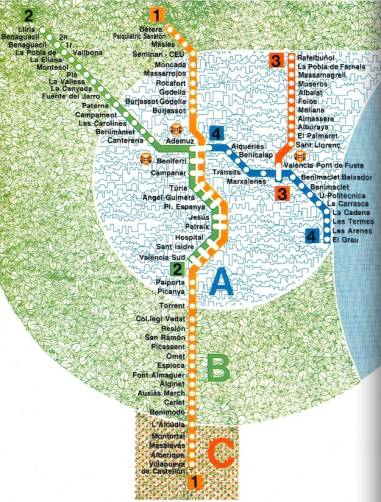
Xarxa d'FGV el 1988

Una de les primeres estacions fetes per Ferrocarrils de la Generalitat Valenciana (FGV), l'estació es va inaugurar el 8 d'octubre de 1988, juntament amb la resta d'estacions subterrànies de les línies 1 i 2, les quals formaven el tram que havia d'unir les antigues línies de FEVE del nord (Bétera/Llíria) amb la sud (Villanueva de Castellón).
Posteriorment, en l'ampliació fins l'Avinguda del Cid del 16 de setembre de 1998, se li va afegir el que actualment és l'andana de les línies 3, 5 i 9. A la inauguració assistiren els reis d'Espanya Joan Carles I i Sofia de Grècia, així com el President de la Generalitat Eduardo Zaplana, el President de les Corts Valencianes Héctor Villalba i l'Alcaldessa de València Rita Barberà. Des d'aleshores, l'estació s'ha convertit un un dels nusos intercanviadors més importants de la xarxa de Metrovalència en convergir les línies que travessen la ciutat de nord a sud i d'est a oest, sent l'estació de metro espanyola per on més línies passen.

## Distribució

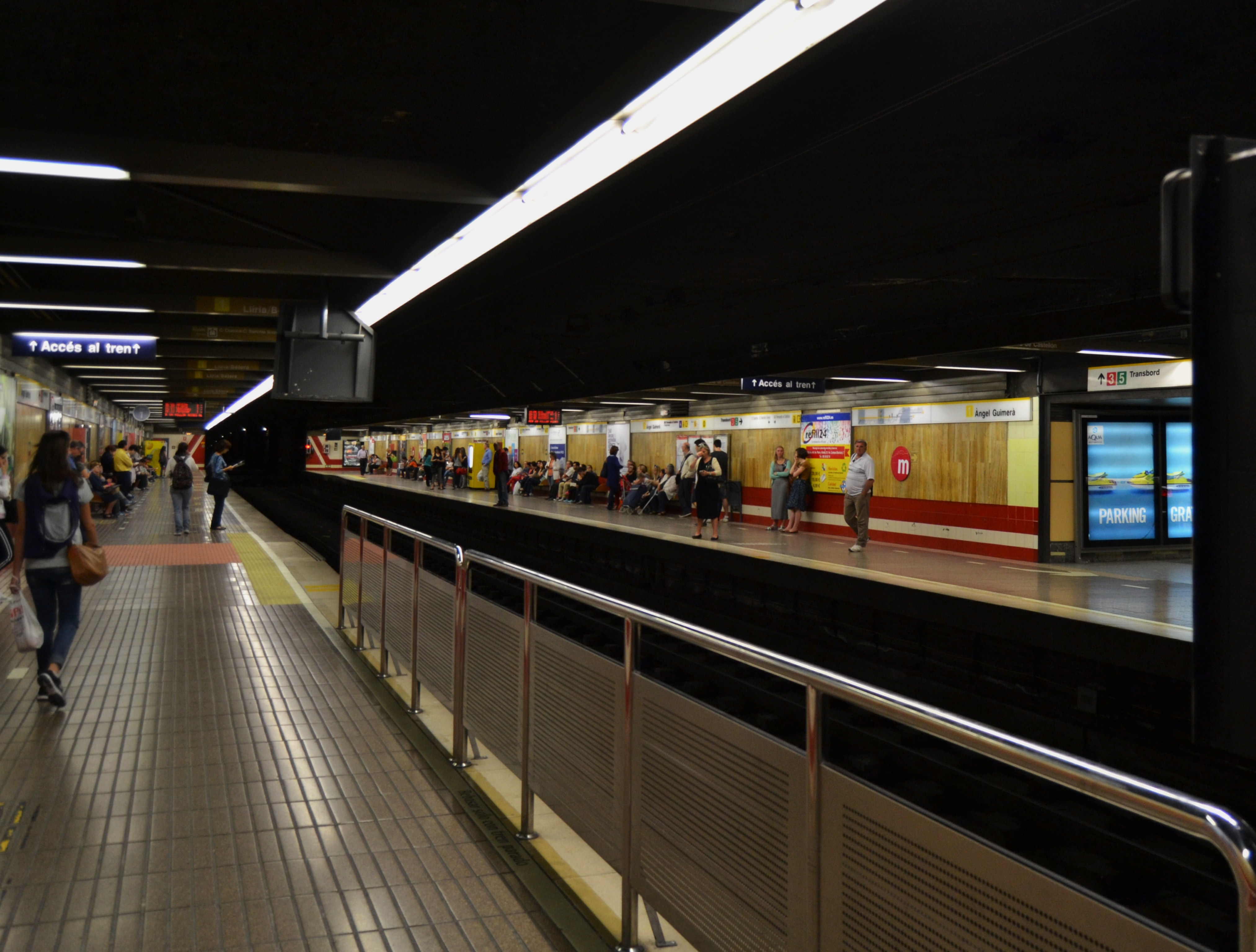
Andana original (línies 1 i 2)

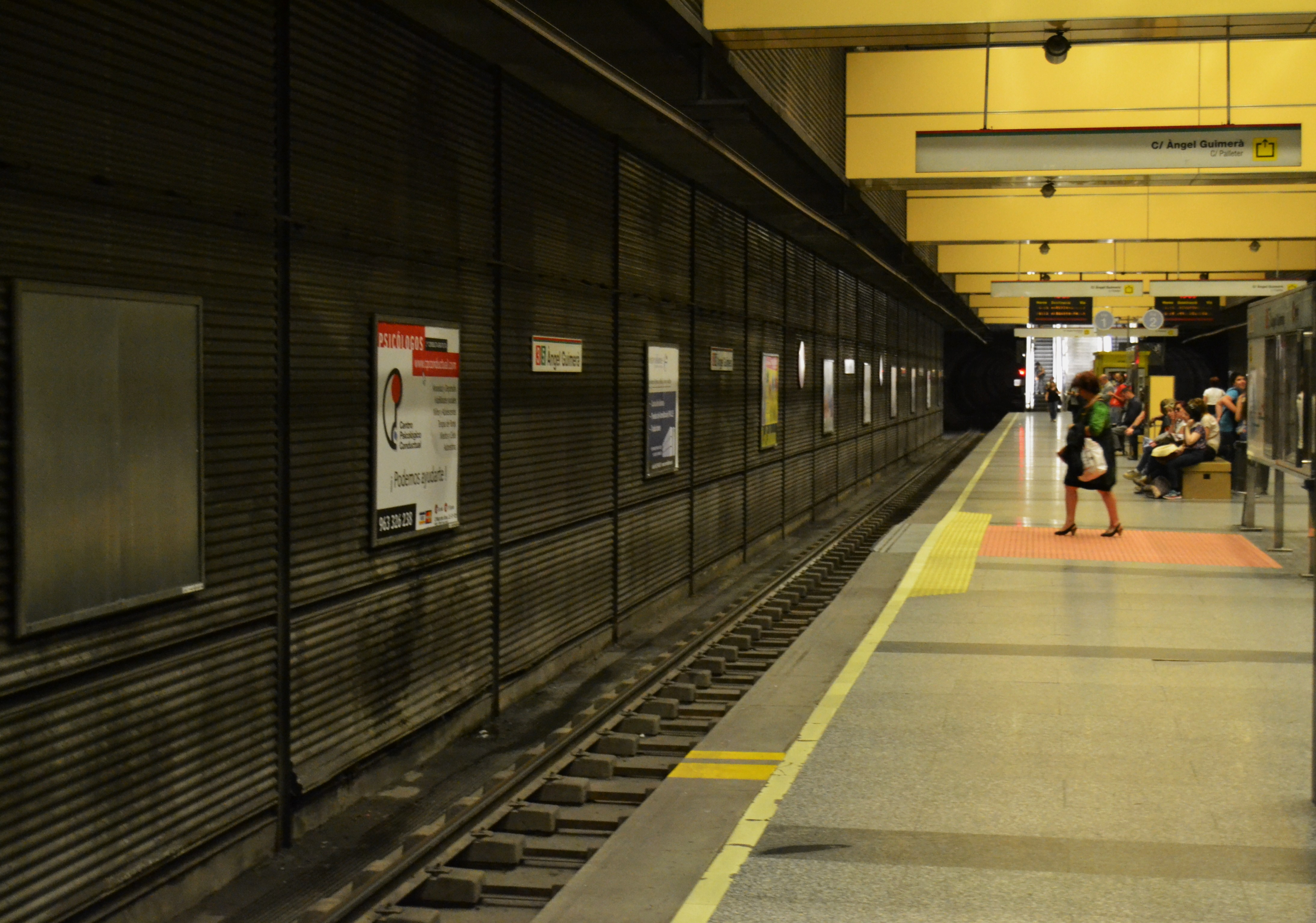
Andana del 1998 (línies 3, 5 i 9)

L'estació, que es troba sota el nivell de terra, es compon de dues andanes a distint nivell, la primera, més propera a la superfície i la més antiga, creada al 1988, que serveix la línia 1 i la segona, més baix, per a la línia 3 i la línia 5, construïda durant la renovació del complex el 1998. A més a més, MetroValencia hi té una de les seues oficines d'atenció al públic i hi ha dues botigues, un estanc i una de llaminadures. L'estació disposa d'accessos adaptats a invidents, discapacitats físics i sords. Cap de es andanes no compten amb mampares de seguretat. A més a més, MetroValencia hi té una de les seues oficines d'atenció al públic.
Es troba en el districte d'Extramurs, en el barri d'Arrancapins en l'encreuament entre el carrer d'Àngel Guimerà i la Gran Via de Ferran el Catòlic. És l'estació més pròxima a la Biblioteca Pública de València. Hi té dos accessos pel carrer d'Àngel Guimerà (un a cada banda), altre al carrer de Conca, altre al carrer del Doctor Sanchis Sivera i l'últim i més principal als jardins centrals de la Gran Via de Ferran el Catòlic. L'ascenshor s'hi troba a aquest darrer accés.

### Línies
| Procedència/Destinació | <      | Línia                       | >                | Procedència/Destinació |
| ---------------------- | ------ | --------------------------- | ---------------- | ---------------------- |
| Bétera                 | Túria  |                             | Plaça Espanya    | Castelló               |
| Llíria                 | Túria  | ...                         | Plaça Espanya    | Torrent Avinguda       |
| Rafelbunyol            | Xàtiva | ...                         | Avinguda del Cid | Rafelbunyol            |
| Aeroport               | Xàtiva | ...                         | Avinguda del Cid | Marítim                |
| Riba-roja              | Xàtiva | ...Línia 9 de Metrovalència | Avinguda del Cid | Alboraia Peris Aragó   |